# Le Vernois
Le Vernois är en kommun i departementet Jura i regionen Bourgogne-Franche-Comté i östra Frankrike. Kommunen ligger i kantonen Voiteur som tillhör arrondissementet Lons-le-Saunier. År 2022 hade Le Vernois 291 invånare.

## Befolkningsutveckling
Antalet invånare i kommunen Le Vernois
Referens:INSEE